# Nicolas III
Pour les autres membres de la famille, voir Orsini.
Nicolas III, né Giovanni Gaetano Orsini — Rosa composita dans la prophétie de saint Malachie (Rome, entre 1210 et 1220 - Soriano nel Cimino, près de Viterbe, 22 août 1280) — est pape de 1277 à 1280. Il est le 188e Pape. Il est membre de la famille Orsini.

## Biographie

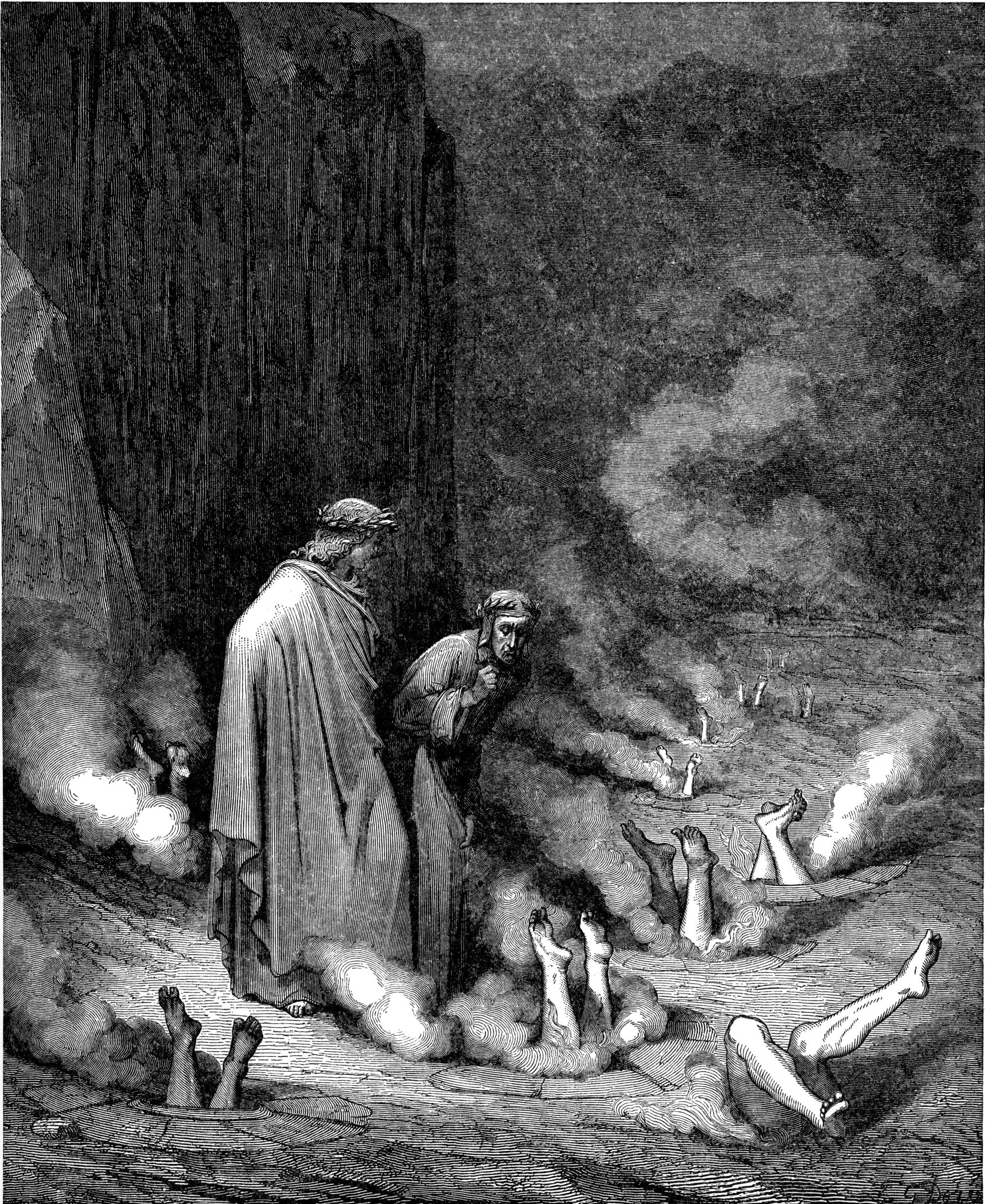
Dante parlant à Nicolas III, envoyé en Enfer pour simonie ; gravure sur bois de Gustave Doré, 1861.

Nicolas III reprend les prérogatives que Clément IV avait accordées, pour dix ans, au roi de Sicile Charles d'Anjou, dont il a toujours combattu l'influence, en même temps que le vicariat de Toscane. À l'échéance de 1278, le pape, en sa qualité de citoyen romain, se fait élire lui-même « sénateur à vie » puis, rejetant le cumul des fonctions, délègue le titre à des membres de l'aristocratie urbaine, d'abord à son propre neveu Matteo Rosso en 1278/1279, puis conjointement à un Colonna et à un Savelli en 1279/1280. La constitution Fundamenta militantis Ecclesiæ du 12 juillet 1278, mettant en avant la nécessité de préserver la liberté du pape et celle de ses cardinaux, notamment pendant les vacances du Saint-Siège, faisait la part belle aux grandes familles de la Ville : elle posait en principe que nul ne pourrait être sénateur sans permission expresse du Saint-Siège et que la fonction ne pourrait en aucun cas excéder la durée d'un an.
Il meurt à Soriano, le 22 août 1280, probablement d'une attaque d'apoplexie.
Cité dans l'Enfer de Dante (chant XIX, 31-120), il est placé par le poète dans le  huitième cercle (3e bolge), celui des simoniaques. On lui reprochera aussi son népotisme.

## Bulles

### Liste non exhaustive
- 1280 - En faveur de l'Abbaye de Saint-Martin d'Autun, confirmation d'exemptions et de privilèges[1].
- 1280 - Contre les justices séculières qui empiètent sur l'Abbaye de Saint-Martin d'Autun[2]

### Lire en ligne
- Jules Gay, auprès de la Bibliothèque des écoles françaises d'Athènes et de Rome, sous les auspices du ministre de l'instruction publique, Les registres de Nicolas III (1277 - 1280), recueil de bulles de ce pape, publiées ou analysées d'après les manuscrits originaux des archives du Vatican, Albert Fontemoing, Paris :
  - tome I, feuilles 1 à 14, pages 1 à 112, novembre 1898 [lire en ligne]
  - tome II, 1938 [lire en ligne]